# Castelul de apă din Drobeta Turnu Severin
Castelul de apă din Drobeta Turnu Severin este un monument istoric aflat pe teritoriul municipiului Drobeta Turnu Severin.